# Ove Bille
Ove Bille, död 10 april 1555, var en dansk biskop, bror till rikshovmästaren Eske Bille.
Efter avslutade studier blev Bille 1505 prost i Viborg och nämns från 1507 som kung Hans kansler och prost i Lund. Som kansler kvarstod Bille till kung Hans död och vidare under Kristian II:s regering till 1520, då han lämnade ämbetet och blev biskop i Aarhus. Upproret mot Kristian tvingade Bille att ansluta sig till Fredrik I. I kampen mot reformatinensrörelsen i Danmark under 1520- och 1530-talet var Bille av förgrundsgestalterna och stödde den litterära kampanj, som bedrevs mot lutheranerna. Det var också ogärna han gick med på valet av den mot reformationen välvilligt inriktade Kristian III till dansk kung 1524. Han hade i stället arbetat för dennes yngre bror Hans. Vid Kristian III:s statsvälvning 1536, som direkt riktade sig mot den katolska kyrkoförfattningen, blev Bille, liksom övriga biskopar, fängslad och kvarhölls ett år. Sedan han förbundit sig att inte vidare uppträda mot reformationen, frigavs han. Han övergick senare helt till protestantismen.